# Pasożytnictwo społeczne mrówek

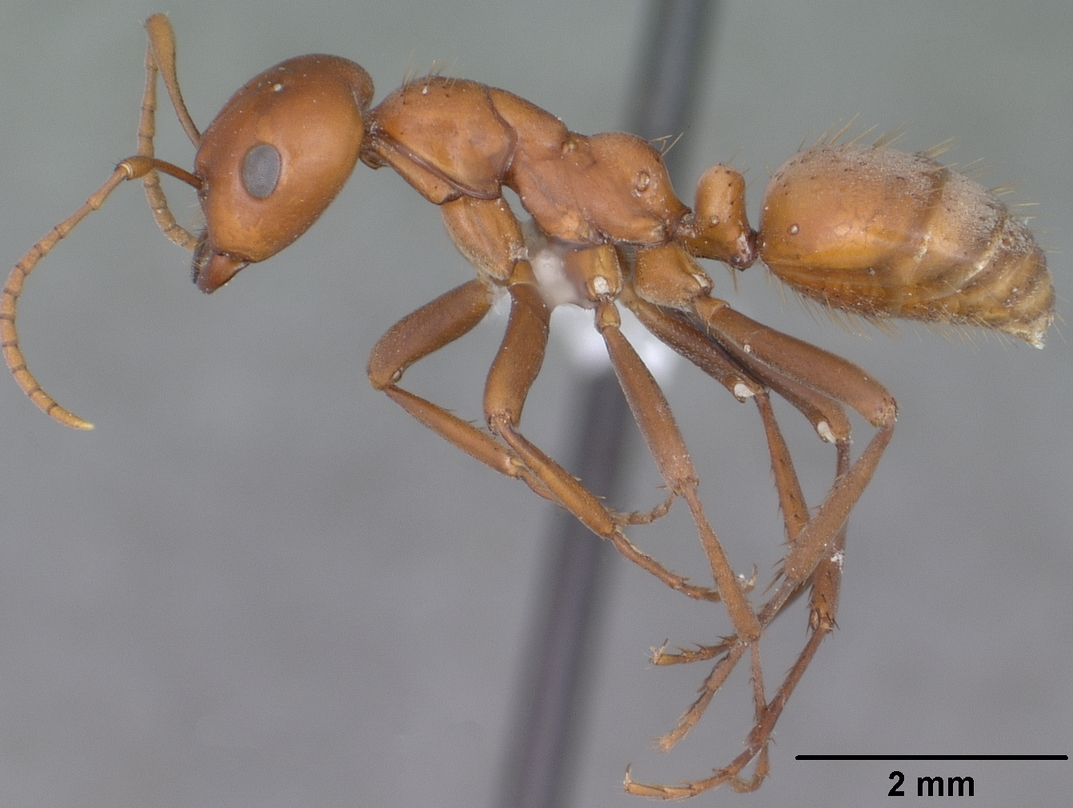
Polyergus breviceps jest gatunkiem zaliczanym do pasożytów społecznych wykorzystującym różne gatunki z rodzaju Formica jako niewolników

Pasożytnictwo społeczne mrówek – forma pasożytnictwa występująca u niektórych gatunków mrówek, polegająca na wykorzystaniu pracy innego gatunku. Gatunki mrówek będące pasożytami społecznymi wykorzystują kolonie innych gatunków do pozyskania żywności, przestrzeni oraz pracy innego gatunku do opieki nad potomstwem.

## Typy pasożytnictwa społecznego
Pasożytnictwo społeczne mrówek może być realizowane jako ksenobioza, gdy dwa gatunki żyją w jednym gnieździe i gatunek będący gościem korzysta z zasobów istniejącej kolonii. Gatunki mrówek ksenobiotycznych są obligatoryjnymi pasożytami, nie potrafiącymi przetrwać bez kolonii gospodarza. Drugim typem pasożytnictwa mrówek jest tymczasowe pasożytnictwo społeczne. W tym przypadku gatunek pasożytniczy wykorzystuje gatunek gospodarza tylko podczas tworzenia własnej kolonii, w której osobniki gatunku pasożytniczego po jakimś czasie przejmują wszystkie funkcje w kolonii. Młoda samica gatunku pasożytniczego rozmnaża się w kolonii gospodarza, a wylegające się z jaj robotnice pasożytniczego gatunku stopniowo zastępują robotnice gatunku gospodarza. Trzecim sposobem pasożytniczego wykorzystywania kolonii mrówek jest trwały inkwilinizm, polegający na trwałym wykorzystywaniu robotnic gospodarza. Inkwiliny nie wytwarzają własnej kasty robotnic. Zwykle samice trwałych inkwilinów występują w kolonii wraz z królowymi gospodarza. Część gatunków pasożytniczych inkwilinów nie toleruje obecności samicy gospodarza. Czwarta forma pasożytnictwa społecznego mrówek polega na wykorzystaniu osobników innego gatunku jako niewolników we własnej kolonii (ang. dulosis). Pasożytnicze gatunki mrówek mogą napadać na inne kolonie i kraść z nich potomstwo, które następnie pracuje w kolonii pasożytniczego gatunku.

## Metody dostawania się pasożyta do gniazda
Osobniki obcych gatunków dla kolonii są zwykle rozpoznawane i atakowane. Gatunki pasożytnicze wykształciły mechanizmy, które pozwalają na dostanie się do gniazda gospodarza bez wywoływania jego agresji. Jedną z metod zapobiegających rozpoznaniu jako obcy jest wydzielanie atrakcyjnych substancji, które są zlizywane z ciała intruza przez robotnice gospodarza. W ten sposób pasożytnicza mrówka nabywa zapach charakterystyczny dla kolonii i nie jest rozpoznawana jako obca. Innym sposobem nabycia charakterystycznego zapachu kolonii jest pocieranie pasożytniczej samicy o ciało robotnicy pochodzącej z kolonii lub o ciało zabitej samicy gospodarza. Poza kamuflażem chemicznym pasożytnicze mrówki stosują także chemiczną mimikrę, wydzielając substancje upodabniające je pod względem zapachu do osobników gospodarza. Sposobem zapobiegnięcia agresji ze strony gospodarza może być też wydzielanie substancji odstraszających. Wewnątrz gniazda samica pasożytniczego gatunku zabija samice gospodarza i przystępuje do rozrodu. Samica gatunku Monomorium santschii jest na tyle atrakcyjna dla robotnic gospodarza, że wciągają one ją do swojego gniazda i zabijają własną samicę. Podobny mechanizm wkraczania do kolonii gospodarza opisano dla Anergates atratulus, jednak według innych autorów samica gatunku pasożytniczego wkracza do kolonii pozbawionej własnej samicy.

## Ewolucja
Dowody wskazują, że każdy typ pasożytnictwa społecznego mrówek rozwinął się niezależnie. Polifiletyczne pochodzenie różnych typów pasożytnictwa społecznego wskazuje na możliwość istnienia normalnych cech zachowania społecznego, które mogą stać się punktem wyjścia do trybu życia pasożytniczego. W przypadku najbardziej skrajnego pasożytnictwa, w którym gatunek pasożytniczy nie ma własnej kasty robotnic, doszło do zredukowania wielkości ciała. Umożliwia to rozwój gatunku pasożytniczego przy mniejszym zapotrzebowaniu na pokarm.

## Rozpowszechnienie
Pasożytami społecznymi jest 230 gatunków mrówek spośród 12500 opisanych gatunków. Gatunki będące pasożytami społecznymi mają niewielki udział w ogólnej liczbie gatunków mrówek. Zjawisko występuje głównie u Myrmicinae oraz Formicinae. U pierwszych pasożytami społecznymi są przedstawiciele 33 spośród 139 rodzajów, a u drugich – 9 z 25. Wśród niektórych rodzajów występuje tylko kilka gatunków pasożytniczych. U obu podrodzin występują wszystkie cztery typy pasożytnictwa społecznego.